# Renato Lupi
Renato Lupi (Roma, 19 novembre 1920 – Roma, 9 aprile 2000) è stato un attore italiano.

## Biografia
Frequenta la Facoltà Orientale di Napoli e studia recitazione presso l'Accademia Nazionale di Arte Drammatica, SILVIO D'AMICO, a Roma. Successivamente ha lavorato come attor giovane e come attore brillante nel varietà, per poi debuttare al cinema nella pellicola Verginità di Leonardo De Mitri. Artisticamente la sua scelta primaria è sempre stato il teatro, recitando in molte importanti compagnie di giro.
In televisione arriva solo nel 1960, ne Romanticismo, per la regia di Guglielmo Morandi, dopodiché sarà presente anche in vari sceneggiati e commedie anche radiofoniche.

## Prosa televisiva RAI
- Romanticismo, regia di Guglielmo Morandi, trasmessa il 13 giugno 1960.
- Il gabbiano, regia di Mario Ferrero, trasmessa il 1º luglio 1960.
- Lungo viaggio di ritorno, regia di Mario Landi, trasmessa il 4 marzo 1962.
- Un uomo in ogni stagione, regia di Guglielmo Morandi, trasmessa il 20 luglio 1962.
- Il mondo della noia, regia di Flaminio Bollini, trasmessa il 14 settembre 1962.
- La granduchessa e il cameriere, regia di Flaminio Bollini, trasmessa il 28 gennaio 1963.
- Antonello capobrigante calabrese, regia di Ottavio Spadaro, trasmessa l'8 luglio 1964.
- Il marito della sua vedova, regia di Flaminio Bollini, trasmessa il 10 giugno 1966.
- La pietà di novembre, regia di Valerio Zurlini, trasmessa il 28 dicembre 1968.
- Il gabbiano, regia di Orazio Costa Giovangigli, trasmessa il 30 settembre 1969.
- Io, Caterina, regia di Andrea Camilleri, trasmessa il 10 maggio 1972.
- Oro matto, di Silvio Giovaninetti regia di Raffaele Meloni, 1972.
- Il commediante di Giuseppe Gioacchino Belli, regia di Giancarlo Sbragia, trasmessa il 22 giugno 1980.

## Filmografia
- Verginità, regia di Leonardo De Mitri (1951)
- L'angelo del peccato, regia di Leonardo De Mitri e Vittorio Carpignano (1952)
- Maschera nera, regia di Filippo Walter Ratti (1952)
- Cani e gatti, regia di Leonardo De Mitri (1952)
- Carmen proibita, regia di Giuseppe Maria Scotese (1953)
- Piovuto dal cielo, regia di Leonardo De Mitri (1953)
- Non vogliamo morire, regia di Oreste Palella (1954)
- Lacrime d'amore, regia di Pino Mercanti (1954)
- La Luciana, regia di Domenico Gambino (1954)
- Figaro, il barbiere di Siviglia, regia di Camillo Mastrocinque (1955)
- Suor Maria, regia di Luigi Capuano (1955)
- Mondo pazzo... gente matta!, regia di Renato Polselli (1965)
- Maigret a Pigalle, regia di Mario Landi (1966)
- I ragazzi del massacro, regia di Fernando Di Leo (1969)
- Un uomo chiamato Apocalisse Joe, regia di Leopoldo Savona (1970)
- Un'estate, un inverno, regia di Mario Caiano (1971) - miniserie TV
- E se per caso una mattina..., regia di Vittorio Sindoni (1972)